# Francia en los Juegos Olímpicos de Sankt Moritz 1928
Francia estuvo representada en los Juegos Olímpicos de Sankt Moritz 1928 por un total de 38 deportistas que compitieron en 8 deportes.  

## Medallistas
El equipo olímpico francés obtuvo las siguientes medallas:
| Nombre                    | Deporte            | Competición |
| ------------------------- | ------------------ | ----------- |
| Oro                       |                    |             |
| Andrée Joly Pierre Brunet | Patinaje artístico | Parejas     |
| Plata                     |                    |             |
| —                         |                    |             |
| Bronce                    |                    |             |
| —                         |                    |             |